# Glacier de l'Evole
Le glacier de l'Evole est un glacier de Suisse, dans le massif du Mont-Blanc.
Il naît sur l'ubac de la Grande et de la Petite pointe des Planereuses, à environ 3 000 mètres d'altitude, et se dirige vers le nord en direction du glacier de Saleinaz. Autrefois d'un seul tenant, il est désormais scindé en deux masses de glaces, chacune dans sa combe de part et d'autre d'une arête rocheuse. Il est voisin des glaciers des Planereuses et de Darrey au sud sur l'adret de la Grande pointe des Planereuses et de Tita Naire.
La cabane de Saleinaz se trouve juste au nord à ses pieds.